# Reptalus panzeri
Reptalus panzeri är en insektsart som först beskrevs av Hugh Low 1883.  Reptalus panzeri ingår i släktet Reptalus och familjen kilstritar. Inga underarter finns listade i Catalogue of Life.